# Mr. Rager
Mr. Rager è un singolo del cantante statunitense Kid Cudi pubblicato il 25 ottobre 2010 come secondo estratto dall'album Man on the Moon II: The Legend of Mr. Rager.
Il brano è stato scritto da Scott Mescudi e Emile Haynie e prodotto da quest'ultimo.

## Classifiche
| Classifica (2010) | Posizione massima |
| ----------------- | ----------------- |
| Stati Uniti       | 77                |